# استفانی سیمور
استفانی میشل سیمور (به انگلیسی: Stephanie Michelle Seymour؛ زادهٔ ۲۳ ژوئیه ۱۹۶۸) یک مدل و بازیگر آمریکایی است. وی یکی از فرشته‌های پیشین ویکتوریا سیکرت بود و تصویر وی بر روی جلد چندین مجله چاپ شده و با برندها و عکاسان معروفی چون هرب ریتز، ریچارد اودان، گیلس بنسیمون و ماریو تستینو همکاری کرده‌است.